# Mount Washington (Kentucky)
Mount Washington es una ciudad ubicada en el condado de Bullitt en el estado estadounidense de Kentucky. En el Censo de 2020 tenía una población de 18090 habitantes y una densidad poblacional de 741.33 personas por km².

## Geografía
Mount Washington se encuentra ubicada en las coordenadas 38°2′38″N 85°32′58″O / 38.04389, -85.54944. Según la Oficina del Censo de los Estados Unidos, Mount Washington tiene una superficie total de 15.82 km², de la cual 15.74 km² corresponden a tierra firme y (0.49%) 0.08 km² es agua.

## Demografía
Según el censo de 2010, había 9117 personas residiendo en Mount Washington. La densidad de población era de 576,21 hab./km². De los 9117 habitantes, Mount Washington estaba compuesto por el 97.06% blancos, el 0.59% eran afroamericanos, el 0.12% eran amerindios, el 0.44% eran asiáticos, el 0.07% eran isleños del Pacífico, el 0.48% eran de otras razas y el 1.24% pertenecían a dos o más razas. Del total de la población el 1.61% eran hispanos o latinos de cualquier raza.